# Kenneth Cook
Kenneth Cook (* 5. Mai 1929 in Lakemba, Sydney; † 18. April 1987 in Narromine) war ein australischer Journalist, Drehbuchautor und Regisseur. Er veröffentlichte mehr als 20 Bücher. Sein zweiter Roman Wake in Fright (dt. In Furcht erwachen) wurde zum internationalen Erfolg und im Jahr 1971 von Regisseur Ted Kotcheff als Kinoproduktion unter dem Titel Ferien in der Hölle verfilmt.